# YY1
El represor transcripcional YY1 (YY1) es una proteína codificada en humanos por el gen YY1.
YY1 es un factor de transcripción distribuido ubícuamente, perteneciente a la clase GLI-Kruppel de proteínas con dedos de zinc. Es una proteína implicada en la represión y activación de diversos promotores. YY1 puede dirigir las histona deacetilasas y las histona acetiltransferasas hacia los promotores, además de activar o reprimir el promotor en cuestión, por lo que presenta un papel relevante en la modificación de histonas.

## Interacciones
La proteína YY1 ha demostrado ser capaz de interaccionar con:
- HDAC2[4][5][6]
- FKBP3[7]
- ATF6[8]
- Myc[9]
- SAP30[10]
- EP300[5][11]
- HDAC3[4][5]
- Notch1[12]
- RYBP[13]